# Lazisko
Lazisko (bis 1927 slowakisch auch „Lazište“; ungarisch Laziszkó oder älter Lazistye) ist eine Gemeinde im Norden der Slowakei mit 371 Einwohnern (Stand 31. Dezember 2024), die zum Okres Liptovský Mikuláš, einem Teil des Žilinský kraj, gehört und zur traditionellen Landschaft Liptau gezählt wird.

## Geographie
Die Gemeinde befindet sich im Mittelteil des Talkessels Liptovská kotlina (Teil der größeren Podtatranská kotlina) unterhalb der Niederen Tatra an der Palúdžanka. Mehr als zwei Drittel des Gemeindegebiets liegen in der Niederen Tatra und umfassen zu großen Teilen das Tal des Baches Mošnica. Dort liegt der Eingang in die 420 Meter lange Mošnica-Höhle. Das Ortszentrum liegt auf einer Höhe von 670 m n.m. und ist 12 Kilometer von Liptovský Mikuláš entfernt.
Nachbargemeinden sind Svätý Kríž im Norden, Pavčina Lehota im Osten, Demänovská Dolina im Südosten, Dolná Lehota und Jasenie im Süden und Dúbrava im Westen.

## Geschichte
Lazisko wurde zum ersten Mal 1352 in einer Donationsurkunde von Ludwig I. als Lazan schriftlich erwähnt und war jahrelang Besitz des niederadligen Geschlechts Okolicsányi. Weitere historische Namen waren unter anderen Lazan beziehungsweise  Lason (1391), Lasische (1396), Lazistye (1773) und Lazysste (1808). 1784 hatte die Ortschaft 15 Häuser und 138 Einwohner, 1828 zählte man 21 Häuser und 198 Einwohner, die überwiegend als Landwirte beschäftigt waren. Des Weiteren gab es eine Tradition der Weberei und es gab je eine Säge und Wassermühle, ebenso ein Antimonbergwerk.
Bis 1918 gehörte der im Komitat Liptau liegende Ort zum Königreich Ungarn und kam danach zur Tschechoslowakei und schließlich zur Slowakei.

## Bevölkerung
| Jahr                | 1994 | 2004    | 2014    | 2024    |
| ------------------- | ---- | ------- | ------- | ------- |
| Anzahl der Personen | 428  | 424     | 404     | 371     |
| Unterschied         |      | −0,93 % | −4,71 % | −8,16 % |

| Jahr                | 2023 | 2024    |
| ------------------- | ---- | ------- |
| Anzahl der Personen | 365  | 371     |
| Unterschied         |      | +1,64 % |

Nach der Volkszählung 2011 wohnten in Lazisko 409 Einwohner, davon 392 Slowaken, drei Tschechen und ein Pole. 13 Einwohner machten keine Angabe zur Ethnie.
214 Einwohner bekannten sich zur Evangelischen Kirche A. B., 105 Einwohner zur römisch-katholischen Kirche sowie jeweils ein Einwohner zu den Zeugen Jehovas und zur evangelisch-methodistischen Kirche. 71 Einwohner waren konfessionslos und bei 17 Einwohnern wurde die Konfession nicht ermittelt.

## Bauwerke und Denkmäler

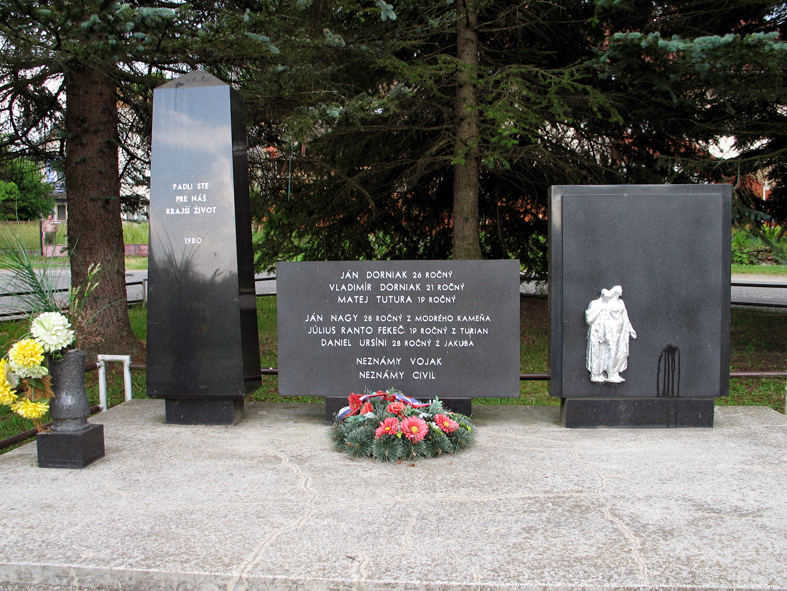
Kriegsdenkmal

- Glockenturm aus dem Jahr 1930